# Nita Bahtiri
Nita Bahtiri, född 26 februari 1993 i Pristina, är en albansk sångerska och pianist från Kosovo. Bahtiri blev känd för allmänheten genom sitt deltagande i den första säsongen av The Voice of Albania 2011. Därefter deltog hon i Top Fest två år i rad.
Bahtiri föddes till kosovoalbanska föräldrar i landets huvudstad Pristina. Hon studerade vid Preng Jakova-musikskolan och fortsatte studera piano vid konstakademien på Pristinas universitet. Vid 18 års ålder sökte hon till musiktävlingen The Voice of Albania där hon i auditionturnén framförde låten "Angel" av Sarah McLachlan medan hon spelade piano för coacherna. Slutligen valde hon Elton Deda som sin coach i programmet. Bahtiri tog sig vidare till liveshowerna där hon slutade fyra i sitt team.
Direkt efter programmet debuterade hon i Top Fests nionde upplaga med låten "Një shpirt", men hon tog sig inte vidare i tävlingen. Året därpå återvände hon till Top Fest med låten "Zemër e drynosur" som hon lyckades ta sig vidare till semifinalen med, men där slog hon ut ur tävlingen.

## Diskografi

### Singlar
- 2012 – "Një shpirt"
- 2013 – "Zemër e drynosur"